# Пантеон Ходживанка

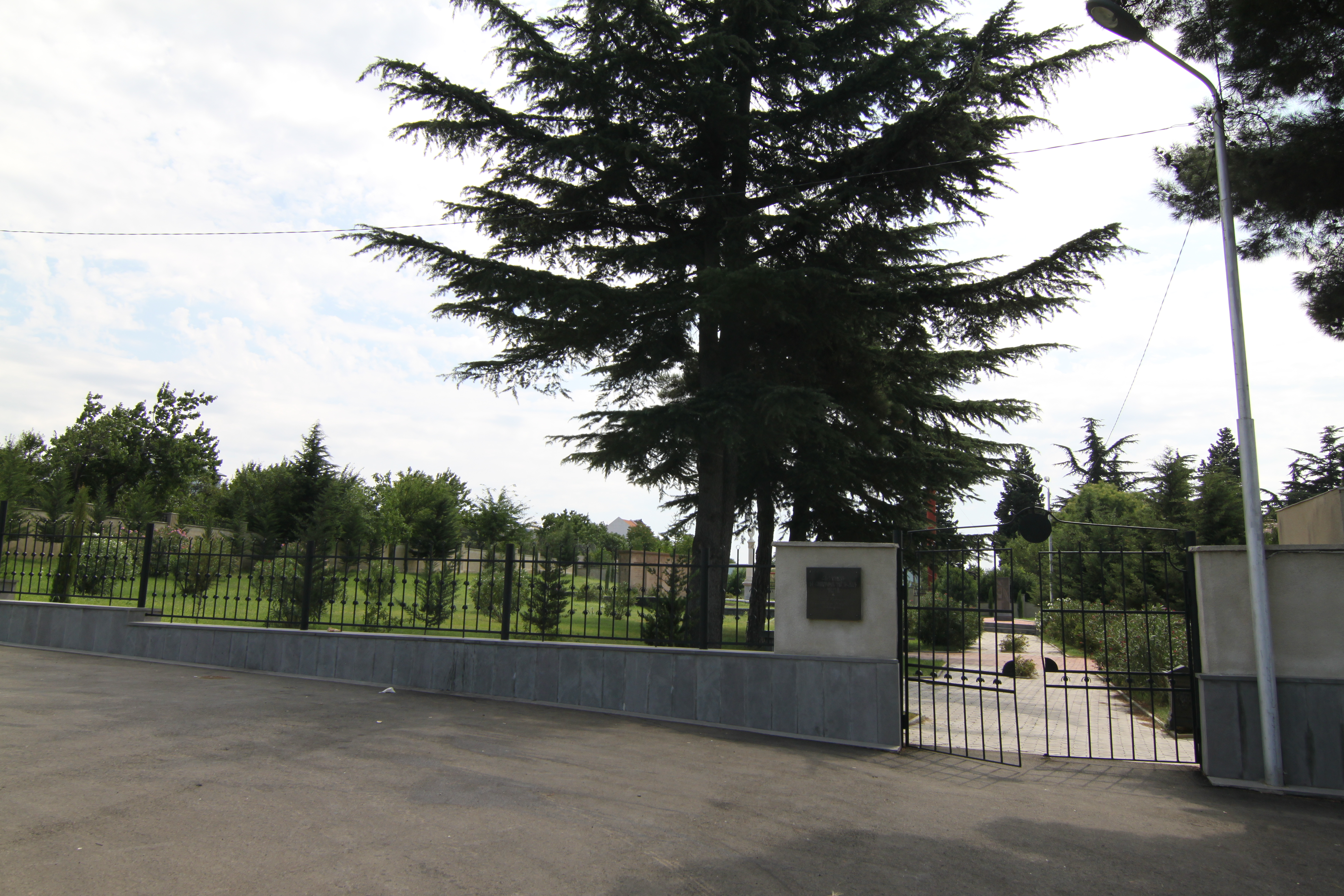
Вхід до Пантеону Ходживанка

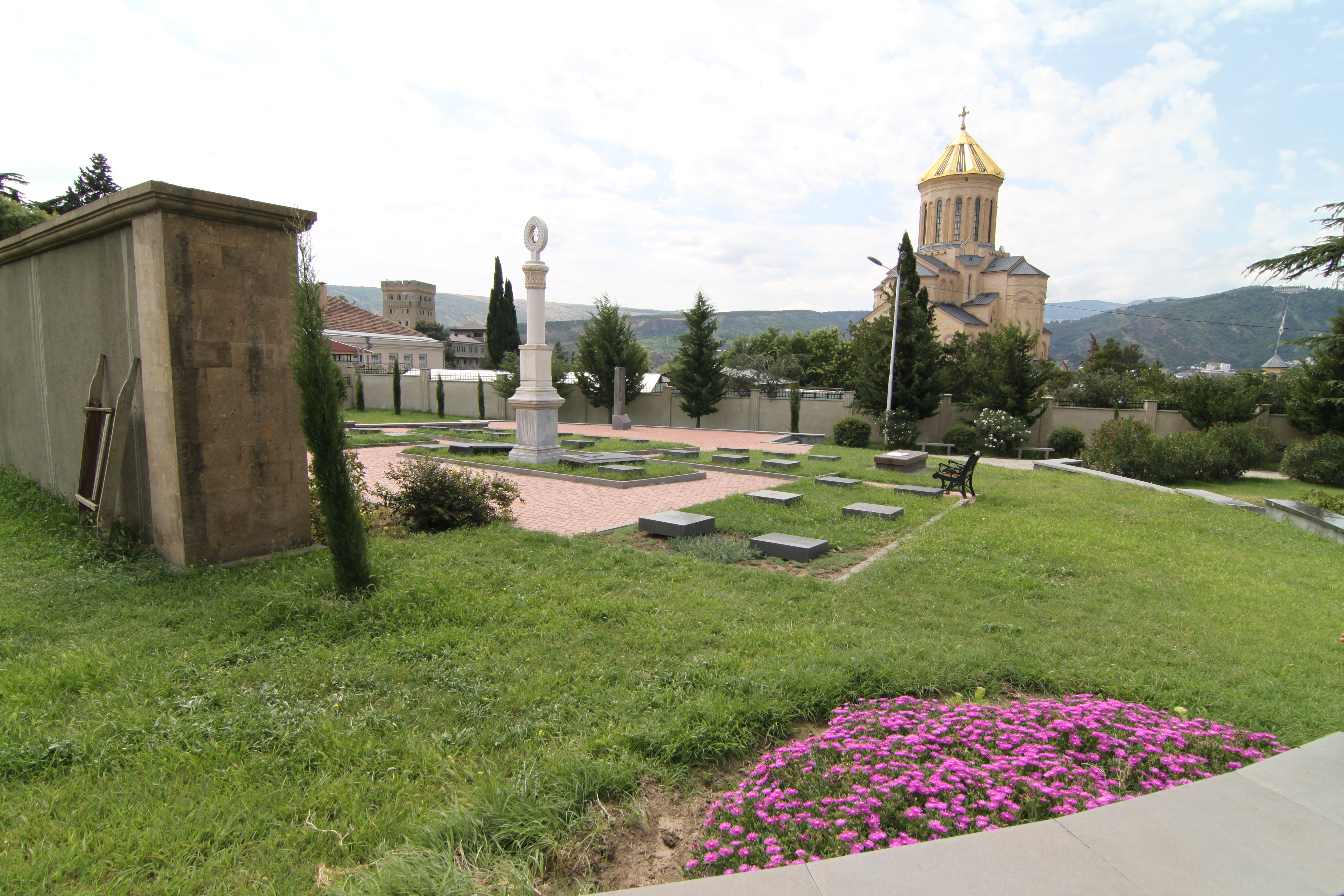
Вірменський Пантеон Тбілісі та собор Самеба

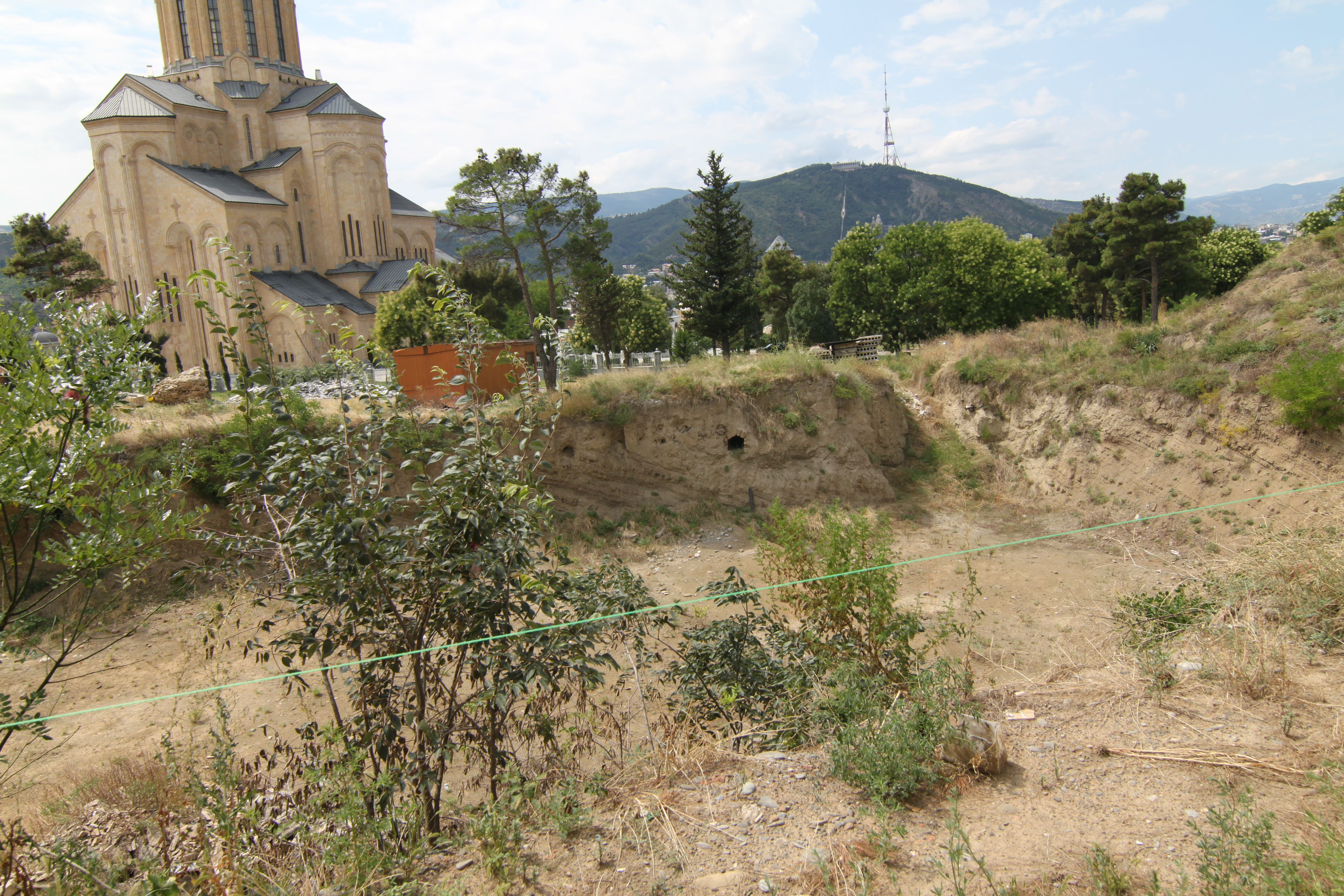
Могили, вірменський Пантеон Тбілісі

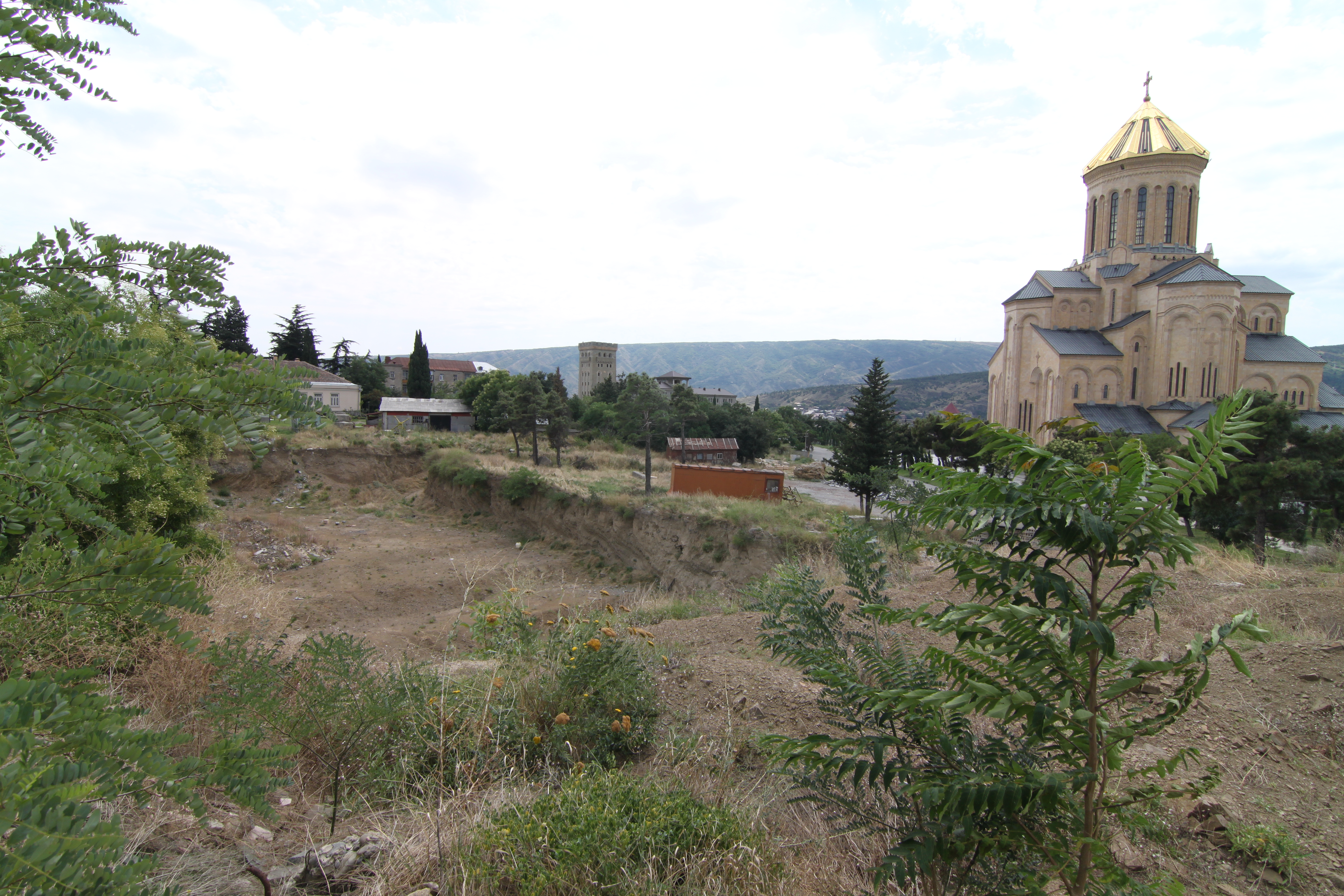
Розкопки біля Пантеону Ходживанка

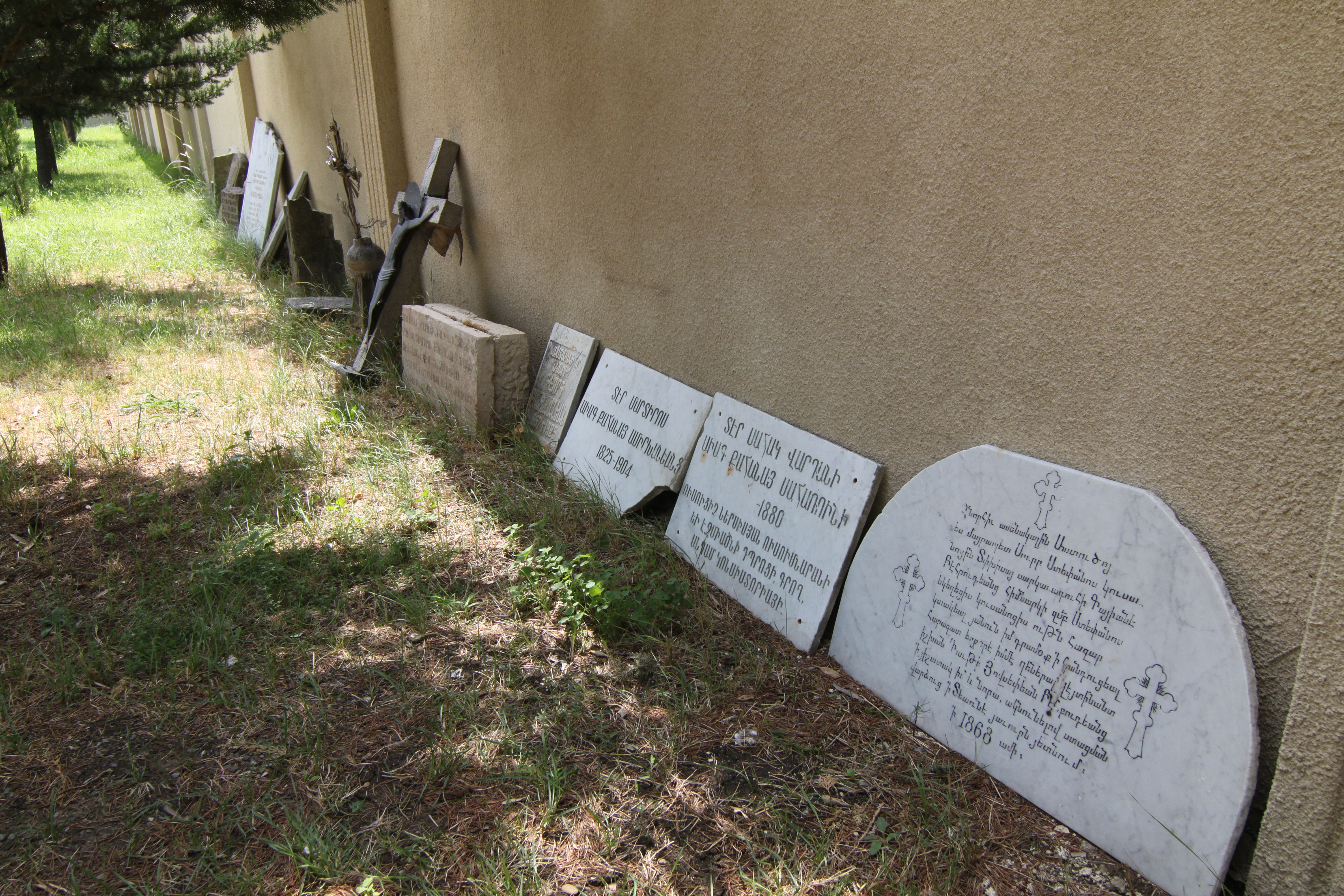
Епітафії у вірменському Пантеоні Тбілісі

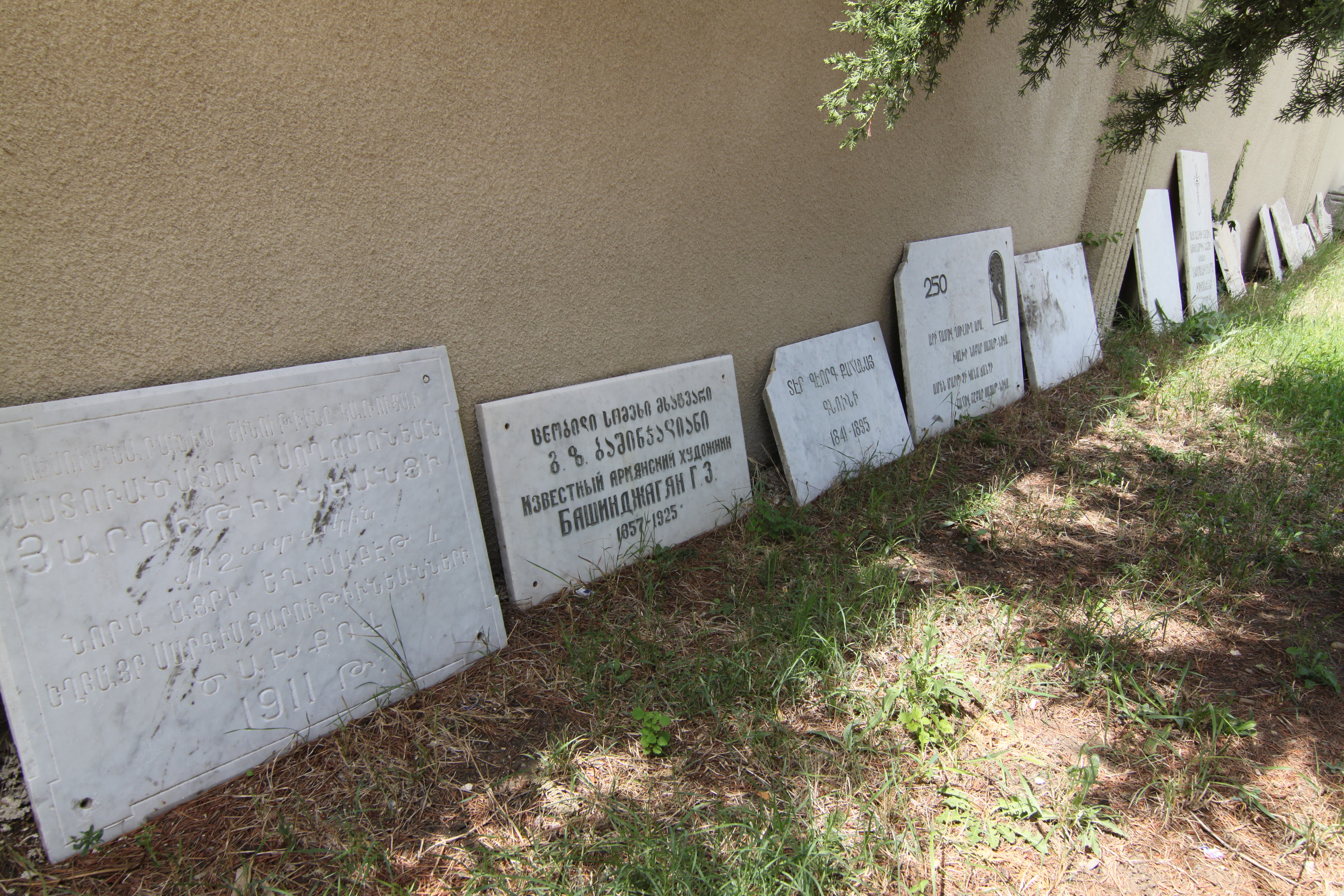
Епітафії у вірменському Пантеоні Тбілісі

Монумент на могилі Раффі

Монумент з Пантеону Ходживанка

Пантеон Ходживанка (вірм. Խոջիվանք;  груз. ხოჯივანქი) — вірменське меморіальне кладовище і архітектурний комплекс в північно-східній частині району Авлабарі в Тбілісі, Грузія. Місце поховання відомих вірменських письменників, митців та громадських діячів.
Він складався з величезного меморіального кладовища і Вірменської церкви Пресвятої Богородиці (церква св. Аствацаціна). Церкву і більшу частину кладовища було зруйновано в 1937 році, а в період між 1995 і 2004 роками більша частина решти кладовища була зруйнована, коли будувався собор Святої Трійці (також відомий як собор Самеби). Невелика частина, що залишилася разом з деякими переміщеними надгробками, збереглася як вірменський Пантеон Тбілісі.

## Передісторія
Ця ділянка землі з давніх часів належала роду Бебутів і спочатку була їх родовим кладовищем.
Назву Ходживанк утворено з імені одного з Бебутів, засновника обителі — Ходжі-Бебута (він же Ашхарбек Бебутов, Аслан Мелік-Бебут), який був сином Бебут Бека.
Батько  Ашхарбека Бебутова — Бебут Бек осів у Тифлісі та отримав 1621 (за іншою версією — 1612) року від Шаха Персії Аббаса I грамоту на землеволодіння.
Збереглася складена грузинською і перською мовами грамота царя Ростома, згідно з якою скарбник грузинського царя XVII століття Ростома Картлі (1633-1658) з Дому Багратіоні,  керуючий чеканщиками монет Ходжа Бебут звернувся до царського двору з проханням про дозвіл побудувати церкву на родовій усипальниці, що знаходиться:

«...на міському кладовищі в напрямку Авлабар, під горою Махата.»

Цар виділив також місце для саду, розташованого поруч з їх усипальницею, вище храму. Грузинська редакція грамоти була складена рукою мдіван-мцігнобара Біртвела Туманішвілі і датується 1654 роком.

## Будівництво і розбудова
Церкву Сурб Аствацацин (Смиренного Аслана) було збудована 1104 року.
Зберігся церковний будівельний напис що і нині перебуває в Історико-етнографічному музеї м. Тбілісі:

«В літо вірменське 1104-е, волею Божою я, Ходжа Бебут, брат мій Хатин, і дружина моя Лалі побудували цю святу церкву Сурб Аствацацин (Смиренного Аслана).»

Цей запис, скоріше, свідчив про початок розбудови.

Церква Сурб Аствацацин, присвячена Святій Богородиці, була гарна, мала огорожу і квітучий сад навколо.
Пізніше, право володіння цією ділянкою Бебутами були підтверджені Теймуразом II і Іраклієм II.
Син Бебут-Бека — Аслан Мелік-Бебут, який був скарбником грузинського царя Ростома Картлі з Дому  Багратіоні, розширив цвинтар, побудував водогін, посадив дерева.
1655 року церква св. Аствацаціна була побудована і названа Ходживанк на честь засновника, якого грузинський цар Ростом називав - Ходжа Бебут (Великий Бебут). Пізніше цвинтар теж називався Ходживанк.
1899 року цвинтар був огороджений масивною стіною, на той час він став найбільшим вірменським цвинтарем у Тбілісі. Кількість поховань в період до його руйнування склала більше 90 000.

## Руйнування кладовища
У 1934 р, після наказу Лаврентія Берії, цвинтар почали активно руйнувати; були підірвані споруди вірменського монастиря Ходживанк, знищені всі каплиці і склепи. Все це тривало до 1938 р. У підсумку, на місці цвинтаря з'явився тбіліський міський парк Дружби. Завдяки зусиллям художника Гіго Шарбабчяна і архітектора Рубена Агабаба вдалося врятувати кілька могил, які перебували поруч з могилою Раффі. І тільки 17 березня 1962 р. із зібраних на території колишнього кладовища надгробків і трупів на цьому місці був відкритий Пантеон вірменських письменників і громадських діячів. Нині на цій території стоїть кафедральний собор Святої Трійці Грузинської Православної Церкви. 9 листопада 2002 році відкрито нинішня територію пантеону "Ходживанка".
Були знищені багаті пам'ятники з рідкісних сортів мармуру і скромні надгробки бідняків, мармурові та кам'яні хачкари. Зникли металеві решітки прекрасної ковальської роботи. Спеціальні бригади НКВС Грузії, підлеглі Берії, денно і нощно глумилися над могилами, мародерствували, вишукуючи коштовності в усипальницях. Цвинтар рівняли із землю. Все це тривало до 1938 року.
Так кам'яний літопис припинив своє існування. Лише невелику частину поховань вдалося врятувати, перенісши останки на інші кладовища. Були врятовані, зокрема, надгробок з могили О. Туманяна і обеліск Раффі.
Історія міста Тбілісі позбулася важливого джерела - матеріалів старого міського кладовища. Ні переписані в 20-і роки і опубліковані у Відні А. Еремяном епіграфії другої половини XIX і початку ХХ століття, ні збережені окремі ходживанкскі надгробки в Історико-етнографічному музеї м Тбілісі не можуть дати більш-менш цілісного уявлення про функціонувавший принаймні з XVI століття цвинтар. За словами того ж Єремяна: 

«в Ходживанку були тисячі гранітних, мармурових скульптур і стел, тисячі коротких, але хвилюючих написів, сумних віршів і чотиривіршів» 

Руйнування залишків кладовища продовжилося між 1995 і 2004 роками під час будівництва Троїцького тбіліського собору Святої Трійці (Тбілісі) «Могили предків». Так 1994 року саме в тому місці, де стояла підірвана церква Сурб Аствацацин, було освячено закладний камінь і почато будівництва грузинської православної церкви Самеба.

 2001 року групою невстановлених осіб на кладовищі був здійснений черговий акт вандалізму і святотатства щодо вірменських поховань. Були розбиті і розкидані надгробки, зірвані і викрадені таблички з них, вкрадені мармурові плити з семи могил діячів вірменської культури. Зловмисниками також був перевернутий постамент на могилі Раффі.

## Відомі поховання
| Ім'я                          | Дата      | Професія | Надгробок                            |
| ----------------------------- | --------- | --- | ------------------------------------ |
| Газарос Агаян                 | 1840–1911 | Письменник, педагог, фольклорист, історик, мовознавець і громадський діяч                                                                                              | Надгробок Габріеля Сундукяна         |
| Акоп Агхабаб                  | 1926      | Поет |                                      |
| Акоп Акопян                   | 1866–1937 | Поет |                                      |
| Ісахак Аліханян               | 1946      | Театральний актор, режисер |                                      |
| Арцруні Григор                | 1845–1892 | Засновник і видавець газети «Мшак» | Надгробок Григора Арцруні            |
| Баграт Айвазян                | 1863–1937 | Письменник, педагог |                                      |
| Ашхарбек Бебутов              |           | Засновник меморіалу «Ходживанк» |                                      |
| Василь Бебутов                | 1791–1858 | Генерал Російської Імперії |                                      |
| Нікол Думан                   | 1867–1914 | Військовий лідер, член партії «Дашнакцутюн», народний герой Вірменії.                                                                                                  |                                      |
| Аршак Гавафян (Кері)          | 1916      | Військовий лідер, командир федаїнів |                                      |
| Дарчинян Саркис               | 1947–2013 | Архівіст, Арт-фотограф, Автор книги: вірм. «Թիֆլիս. Հայկական ճեպանկարներ» укр. «Тифліс. Вірменські етюди / ескізи»; та статей про вірменські споруди у старому Тіфлісі |                                      |
| Симон Заварян                 | 1866–1913 | Один з засновників «Дашнакцутюн» |                                      |
| Дживані (Степан Левонян)      | 1846–1909 | Композитор, співак |                                      |
| Вано Ходжабекян               | 1875–1922 | Художник-графік |                                      |
| Олександр Манташев            | 1842–1911 | Нафтовий магнат і благодійник |                                      |
| Ольга Майсурян                | 1861–1931 | Актриса |                                      |
| Мурацан (Григор Тер-Ованесян) | 1854–1908 | Письменник |                                      |
| Нар-Дос (Михаїл Ованесян)     | 1867–1933 | Письменник |                                      |
| Степан Нерсесян               | 1807–1884 | Художник |                                      |
| Ісай Пітоев                   | 1904      | Педагог і філантроп |                                      |
| Перч Прошян                   | 1837–1909 | Письменник і педагог |                                      |
| Раффі (Акоп Мелік Акопян)     | 1835–1888 | Письменник, Співець Вірменської Свободи | Монумент на могилі Раффі             |
| Сос Сосян                     | 1928–2008 | Актор |                                      |
| Ґабріель Сундукян             | 1825–1912 | Письменник, драматург. Засновник сучасної вірменської драми | Надгробок Габріеля Сундукяна         |
| Князь Георгій Туманов         | 1854–1920 | Засновник грузинського театрального товариства і Тифліського коледжу                                                                                                   |                                      |
| Князь Михайло Туманов         | 1818–1875 | Відомий грузинський літератор та перекладач |                                      |
| Ованес Туманян                | 1869–1923 | видатний вірменський поет і письменник, громадський діяч | Надгробок Ованеса Туманяна           |
| Геворк Хаквердян              | 1892      | Філолог, лікар, громадський діяч, видавець. |                                      |
| Ґаяне Хачатурян               | 1942–2009 | Художник | Надгробок Гаяне Хачатурян            |
| Нагаш Ховнатан                | 1722      | Живописець, засновник династії Ховнатаньянів |                                      |
| Мкртум Ховнатаньян            | 1846      | Живописець, з династії Ховнатаньянів |                                      |
| Нікіта Шахназарян             |           | Генерал-лейтенант. Учасник Російсько-турецької війни (1877–78) |                                      |
| Церенц (Овсеп Шишманян)       | 1822–1888 | Вірменський письменник, публіцист, лікар і вчитель | Надгробок Церенца (Овсепа Шишманяна) |
| Олександр Цатурян             | 1865–1917 | Поет і перекладач |                                      |
| Евангулян Геворк Григорьевич  | 1843–1901 | Міський голова, юрист, журналист |                                      |
| Макар Екмалян                 | 1856–1905 | Композитор, диригент, автор Вірменської літургії |                                      |
| Олександр Єрицян              | 1841–1902 | Вірменський письменник, історик, археолог |                                      |